# Atjaschewo (Mordwinien)
Atjaschewo (russisch Атя́шево; ersjanisch Отяжвеле) ist eine Siedlung städtischen Typs in der Republik Mordwinien in Russland mit 6246 Einwohnern (Stand 14. Oktober 2010).

## Geographie
Der Ort liegt etwa 75 km Luftlinie nordöstlich der Republikhauptstadt Saransk.
Atjaschewo ist Verwaltungszentrum des Rajons Atjaschewski sowie Sitz und einzige Ortschaft der Stadtgemeinde Atjaschewskoje gorodskoje posselenije.

## Geschichte
Der Ort entstand 1894 im Zusammenhang mit dem Bau der Eisenbahnstrecke nach Kasan, als dort eine Station errichtet und nach dem zwei Kilometer westlich gelegenen Dorf benannt wurde.
Am 16. Juli 1928 wurde die Stationssiedlung Atjaschewo Verwaltungssitz eines neu geschaffenen Rajons. 1963 erhielt der Ort den Status einer Siedlung städtischen Typs.

### Bevölkerungsentwicklung
| Jahr | Einwohner |
| ---- | --------- |
| 1939 | 1213      |
| 1959 | 1581      |
| 1970 | 3891      |
| 1979 | 4393      |
| 1989 | 6298      |
| 2002 | 6073      |
| 2010 | 6246      |

Anmerkung: Volkszählungsdaten

## Verkehr
Atjaschewo besitzt einen Bahnhof bei Kilometer 125 der 1894 als Teil der ersten Bahnverbindung nach Kasan eröffneten Strecke Rusajewka – Kanasch.
Durch die Siedlung verläuft die Regionalstraße 89K-06, die bei Komsomolski von der R178 Saransk – Uljanowsk abzweigt und weiter über Ardatow und Turgenewo zur Grenze der Republik Udmurtien Richtung Alatyr führt. In südöstlicher Richtung besteht über die 89N-03 ins benachbarte, etwa 25 km entfernte Rajonzentrum Dubjonki ebenfalls Anschluss an die R178.